# Adolphe-Félix Cals
Adolphe-Félix Cals (ur. 17 października 1810 w Paryżu, zm. 3 października 1880 w Honfleur) – francuski malarz porterów i pejzaży.

## Życiorys

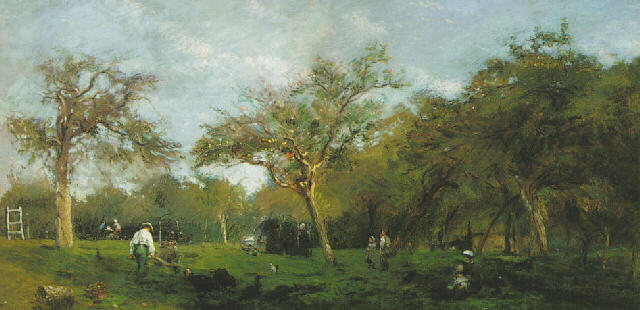
Sobota w Saint-Siméon (1876)

Był synem ubogich robotników paryskich, od dzieciństwa wykazywał pociąg do malarstwa. Rozpoczął naukę od rysowania przeróżnych rytowników. W 1828 roku wstąpił do pracowni malarza kompozycji historycznych Léona Cognieta. W późniejszym okresie mistrzem Calsa został Corot. Spora część życia artysty upłynęła w trudnych warunkach. Radość czerpał jedynie z malarstwa.

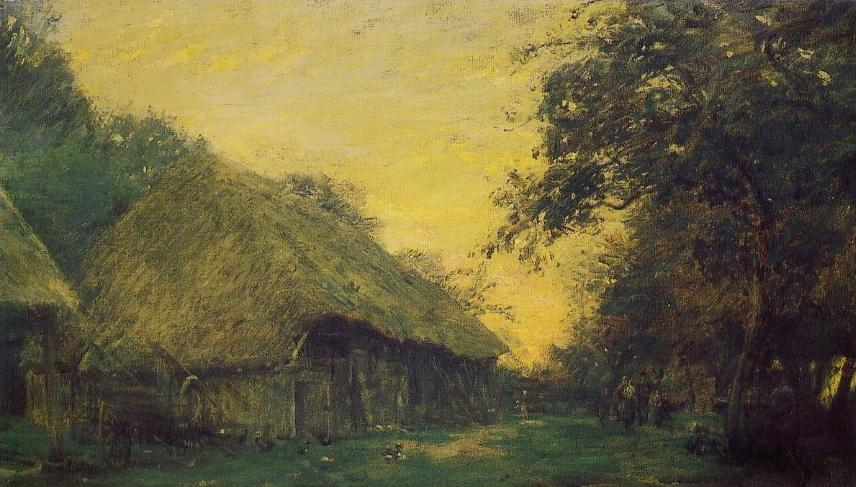
Zachód słońca w Honfleur (1875)

O każdej porze roku przemierzał okolice Paryża w poszukiwaniu modeli pośród ubogiej ludności lub też malował sceny przypominające obrazy Jeana Chardina. Zetknął się on z wielbicielem sztuki hrabią Armandem Doria. Hrabia zaoferował malarzowi gościnę w zamku Orrouy, dzięki czemu artysta oddał się studiom natury. Wówczas zaczął sprzedawać własne obrazy. W 1871 roku osiadł w Honfleur. Ostatnie lata spędził na wystawach z impresjonistami, którzy przyjęli go do swojego grona. Cals zmarł 3 października 1880 roku w Honfleur w wieku 69 lat.

## Życie prywatne
W 1871 roku zmarła żona Calsa, miał on z nią jedną córkę.